# Camille (roman)
Pour les articles homonymes, voir Camille.
Camille est un roman d'Anthony Palou publié le 24 août 2000 aux éditions Christian de Bartillat et ayant obtenu le prix Décembre la même année.

## Éditions
- Camille, éditions Christian de Bartillat, 2000  (ISBN 2841002330).